# Juliusturm
Der Juliusturm als Bauwerk ist als heute noch erhaltener Burgfried einer ursprünglich mittelalterlichen Burg eines der ältesten Bauwerke in Berlin. Er ist heute Bestandteil der während der Renaissance gebauten Zitadelle in Spandau.
Seinen militärischen Zweck als Wehrturm musste er im Laufe der Jahrhunderte nie erfüllen. Allerdings wurde er dadurch bekannt, dass das junge Deutsche Kaiserreich nach dem Krieg gegen Frankreich 1870/71 an diesem sicheren Ort die französischen Reparationszahlungen von insgesamt fünf Milliarden Goldfrancs einlagerte.
Als Namensgeber für ein politisches und wirtschaftliches Thema erlangte das Bauwerk während der 1950er Jahre in der jungen Bundesrepublik eine ganz neue Bedeutung. Als „Juliusturm“ wurde damals in den politischen Debatten die zum Zwecke der Wiederbewaffnung nach dem Zweiten Weltkrieg gehorteten Überschüsse des Bundeshaushalts bezeichnet.

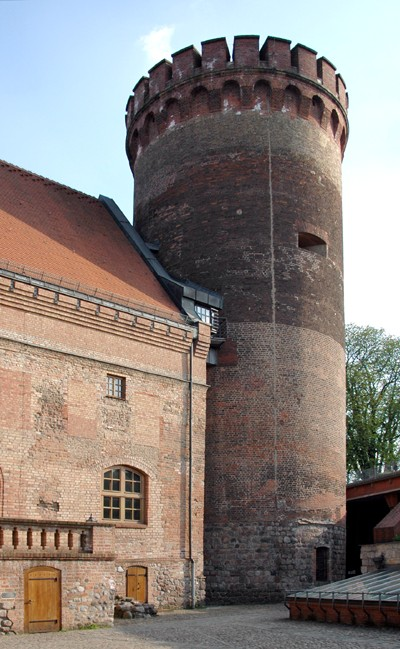
Namensgeber der Redewendung:
Der Juliusturm an der Zitadelle Spandau

## Debatten um die Wiederbewaffnung der BRD
Der Zweite Weltkrieg hat die politische Weltordnung und damit auch die Europäische Landkarte radikal verändert. Zwei neue Weltmächte, die USA und die Sowjetunion bestimmten fortan wesentlich auch das Geschehen in Europa. Schon sehr bald nach der Zerschlagung von Hitler-Deutschland begannen jedoch die politischen Gegensätze zwischen den vier Siegermächten, insbesondere der Sowjetunion und den USA, offenkundig zu werden. Der „Kalte Krieg“ begann und hatte während der Berlin-Blockade ab Juni 1948 einen ersten dramatischen Höhepunkt.
Ungefähr zwei Jahre später wurde in einem anderen Teil der Welt, in Korea, aus dem „kalten“ ein „heißer“ Krieg von internationalen Dimensionen, der die Welt hart an den Rand eines Atomkrieges führte.
Dies war der Hintergrund der beginnenden Debatte um eine deutsche Wiederbewaffnung. Sie ging wesentlich von den USA aus, die angesichts der ökonomischen Schwäche ihrer beiden Alliierten in Westeuropa auf die Einbeziehung des westdeutschen Potentials in die Verteidigungspolitik drängten. Im Rahmen der NATO-Außenministerkonferenz im September 1950 in New York erklärten sich die USA nur dann zu einer Verstärkung ihrer Truppen in Westeuropa bereit, wenn es auf absehbare Zeit zu einem deutschen Wehrbeitrag käme.
Ein Beitritt der gerade gegründeten Bundesrepublik Deutschland zur NATO gewissermaßen „auf gleicher Augenhöhe“ kam aber damals besonders für Frankreich nicht in Frage. Zu tief saß noch das Trauma vom deutschen Überfall und langjähriger Besatzung. So begann eine mehrjährige Auseinandersetzung um das Wie eines deutschen Wehrbeitrags, der erst im Mai 1955 mit dem Beitritt zur NATO sein Ende fand. Zwischenstationen waren der „Pleven-Plan“ und die „Europäische Verteidigungsgemeinschaft“ (EVG).
Der Plan, den der französische Ministerpräsident Pleven im Oktober der Nationalversammlung vorlegte, wollte einen deutschen Wehrbeitrag unter maximaler Kontrolle der Bedrohung des noch nicht für überwunden eingeschätzten Militarismus. Dies sollte erreicht werden durch die Aufstellung einer bis auf Bataillonsebene hinab integrierten europäischen Armee mit eigenem europäischen Verteidigungsminister, deren Finanzierung aus einer europäischen „caisse commune“ erfolgen sollte.
Nach 18 Monaten schwieriger Verhandlungen kam es tatsächlich am 27. Mai 1952 zur Unterzeichnung des EVG-Vertrags durch die Außenminister der drei Beneluxstaaten, Frankreichs, Italiens und der BRD. Die Ratifizierung des Vertrages führte in allen Ländern, insbesondere aber in Deutschland, zu teils sehr heftigen politischen Kontroversen. Diese Debatten in Europa dauerten weitere zwei Jahre und scheiterten endgültig im August 1954, als in Frankreich keine Ratifizierung im Parlament erreicht werden konnte. Innerhalb nur weniger Wochen wurden jetzt allerdings die Weichen zu einem Beitritt der Bundesrepublik zur NATO gestellt. Die sogenannte „Neunmächtekonferenz“ in London vom 28. September bis 3. Oktober 1954 fasste u. a. den Beschluss, das Besatzungsregime aufzuheben und die Alliierte Hohe Kommission aufzulösen. Die dann wieder souveräne Bundesrepublik sollte dann der NATO beitreten. Dieser komplexe Prozess war dann am 5. bzw. 9. Mai 1955 abgeschlossen.

## Finanzpolitische Sicherstellung der Wiederbewaffnung – Aufbau des „Juliusturms“
In dem internationalen Hin und Her um einen deutschen Wehrbeitrag und den daraus resultierenden Verzögerungen des Projekts liegt ein wesentlicher Grund für den Aufbau des „Juliusturms“. Ein weiterer in der Tatsache, dass grundsätzlich Großprojekte, wie der Aufbau einer Armee aus dem Nichts, lange Anlaufphasen mit nur geringen Haushaltsmitteln mit sich bringen. Ein anderer in dem eher am Kameralismus orientierten haushaltspolitischen Denken und Handeln des damaligen Bundesfinanzministers Fritz Schäffer.
Fritz Schäffers Haushaltspolitik folgte dem Grundsatz des „guten Hausvaters“: „Spare in der Zeit, dann hast Du in der Not“. Sein höchster haushaltspolitischer Fachbeamte, Ministerialdirigent F. K. Vialon formulierte es so: „Jedermann spart, wenn er mit größeren Ausgaben rechnen muß“. Nebenbei sei angemerkt, dass mit dieser Verlautbarung die Bundesregierung dieses Schlagwort für die Hortungspolitik aus der tagespolitischen Kontroverse akzeptierte.
Das ist deshalb bemerkenswert, weil damit eingeräumt wird, dass die Bundesregierung eine Hortungspolitik verfolgte, obwohl es für die Rückstellung von Haushaltsreserven keine haushaltsrechtliche Legitimation gab. Der Haushalt folgte dem Prinzip der Jährlichkeit. Alle Einnahmen und Ausgaben des kommenden Jahres waren zu etatisieren. Eine mittelfristige Finanzplanung wurde erst gut zehn Jahre später durch die erste Große Koalition unter dem Schlagwort „Mifrifi“ durch das Stabilitäts- und Wachstumsgesetz im Juni 1967 eingeführt.
Dieser Überfluss an Steuereinnahmen ist nur vor dem Hintergrund zu verstehen, dass es sich wirtschaftlich gesehen global um „Die Goldenen Jahre“ handelte, während der die „Wachstumsrate der Weltwirtschaft explosiv“ anstieg, was auch in der Bundesrepublik der Fall war.
Hinzu kam, dass es keine wirksame rechtliche Verpflichtung für direkte deutsche Rüstungsausgaben gab. Der EVG-Vertrag wurde zwar am 19. März 1953 vom Deutschen Bundestag ratifiziert, trat aber nie in Kraft, weil die Ratifizierung in Frankreich scheiterte. Trotzdem wurden bereits Mittel in den Bundeshaushalt eingestellt. Damit begann der Aufbau von Reserven an Kassenmitteln, die bei der Bank deutscher Länder (die spätere Bundesbank) stillgelegt wurden. Dass überhaupt Haushaltsmittel in der ersten Aufbauphase vom 2. Quartal 1952 abflossen, lag an den zu zahlenden Besatzungs- und Stationierungskosten an die USA, Frankreich und Großbritannien. Die zweite Aufbauphase nach dem NATO-Beitritt ab dem 3. Quartal 1955 brachte einen wesentlich stärkeren Aufwuchs des „Juliusturms“ mit sich. Die Ursache hierfür lag darin, dass grundsätzlich Großprojekte aller Art während ihrer Anfangsphase nur sehr geringe Kassenmittel benötigen. Es wurde aber gleich die viel später erst benötigte volle Haushaltsrate in den Plan eingestellt.
Im 3. Quartal 1956 erreichte das Volumen der gehorteten Haushaltsmittel mit über sieben Milliarden Mark seinen absoluten Höhepunkt. Das Volumen der Ist-Ausgaben des Bundeshaushalts in diesem Jahr betrug gut 28,3 Milliarden Mark. Damit war rund ein Viertel des gesamten Bundeshaushalts als Reserve stillgelegt. Auf aktuellere Verhältnisse bei einem Gesamtausgabenvolumens von gut 336 Milliarden Euro des Bundeshaushalts 2019 bezogen, entspräche dies einem Überschuss von gut 84 Milliarden Euro.

## Abbau des „Juliusturms“
Es ist kaum verwunderlich, dass diese gewaltigen Haushaltsüberschüsse die politische Debatte seinerzeit in zwei Richtungen anfachten: Einerseits wurde die Forderung nach deutlichen Steuersenkungen erhoben und andererseits gab es viele Vorschläge für Ausgabensteigerungen, die mit dem Heranrücken des Wahljahres 1957 immer lauter wurden.
Im Vorfeld der Haushaltsberatungen 1956/57 wurde von der CDU/CSU-Fraktion als Vorfilter die sogenannte „Kuchenkommission“ gebildet, die Vorschläge für die Verteilung des von Finanzminister Schäffer zur Verfügung zu stellenden „Finanzierungskuchens“ machen sollte.
Grundsätzlich bestand über alle Parteigrenzen im Bundestag hinweg große Einigkeit über die Notwendigkeit von Steuersenkungen und Ausgabensteigerungen „[…] mit Ausnahme des Herrn Abgeordneten für Passau, des Herrn Bundesfinanzministers“.
Neben verschiedenen Steuererleichterungen kam es z. B. zu Mehrausgaben für Landwirtschaft und Bergbau, Infrastruktur und vor allem für eine strategische Rentenreform, die die Dynamisierung der Altersrenten mit sich brachte.
Der Abbau der Haushaltsreserven begann im 4. Quartal 1956 und war nach zwei Jahren abgeschlossen.
Bemerkenswert ist und bleibt, dass ein Großteil der für die Wiederaufrüstung gehorteten Haushaltsmittel am Ende für Sozialpolitik, insbesondere die Rentendynamisierung ausgegeben wurde.

## Ökonomische und politische Auswirkungen der Hortungspolitik
Die Stilllegung von Geld in solchen Dimensionen ist nicht ohne ökonomische Konsequenzen geblieben. Die Wachstumsraten des realen Bruttosozialprodukts während der 1950er Jahre sanken beträchtlich:
| Jahr | Wachstumsrate des realen Bruttosozialprodukts |
| ---- | --------------------------------------------- |
| 1951 | 10,4 %                                        |
| 1952 | 08,9 %                                        |
| 1953 | 08,2 %                                        |
| 1954 | 07,4 %                                        |
| 1955 | 12,0 %                                        |
| 1956 | 07,3 %                                        |
| 1957 | 05,7 %                                        |
| 1958 | 03,7 %                                        |

Inflationsgefahren, für die man in Deutschland nach zwei Inflationen innerhalb von gut zwei Jahrzehnten sehr sensibel war, waren nicht von der Hand zu weisen. Obwohl dies politisch nicht intendiert war, erzielte man durch die Hortungen konjunkturdämpfende und durch die Auflösung des „Juliusturms“ starke konjunkturfördernde Effekte. Die Extreme in den Wachstumsraten des BSP in diesem Konjunkturzyklus wären ohne den Auf- und Abbau des „Juliusturms“ noch krasser ausgefallen. Von seinen Auswirkungen her entsprach dies der „antizyklischen Finanzpolitik“, die erst Jahre später Regierungspolitik wurde.
Auch das Haushaltsrecht wurde später vor dem Hintergrund der Kontroversen um den Juliusturm angepasst.